# Gorenje Radulje
Gorenje Radulje je naselje v Občini Škocjan.